# Teodorik I.
Teodorik I. (gotsko Þiudareiks, latinsko Theodericvs) je bil vizigotski kralj, ki je vladal od leta 418 do 451, * ni znano, † 451, Chalons, Galija. 
Bil je nezakonski sin kralja Alarika I.. Zaslovel je po zmagi nad Atilo v bitki na Katalunskih poljih, v kateri je bil ubit.

## Življenjepis

### Zgodnja kariera
Teodorik je leta 418 nasledil kralja Valija, kateremu so Rimljani dovolili, da se s svojim ljudstvom preseli iz Iberije v Galijo. Teodorik je kot kralj dokončal naselitev Vizigotov v Akvitanski Galiji, Novempopulani in Narbonski Galiji in nato izkoristil usihajočo moč Rimskega cesarstva in razširil svoje ozemlje proti jugu.
Po smrti cesarja Honorija in Joanesovi uzurpaciji oblasti leta 423 so v Rimskem cesarstvu izbruhnili notranji nemiri. Teodorik je izkoristil nastalo stanje in poskušal osvojiti pomembno cestno križišče Arelate, katerega je magistru militum Flavij Eciju s pomočjo Hunov uspelo obraniti.
Vizigoti so sklenili pogodbo in dobili za talce galske plemiče. Kasnejši cesar Avit (vladal 455-456) je obiskal Teodorika, živel na njegovem dvoru in poučeval njegove otroke.

### Širitev proti Sredozemlju
Zaradi rimske vojne s Franki, ki so leta 435 opustošili Köln in Trier, in drugih zanj ugodnih dogodkov,  se je Teodoriku leta 436 ponudila priložnost, da osvoji Narbo Martius in dobi dostop do Sredozemskega morja in cest proti Pirenejem. Rimski general Litorij mu je s pomočjo Hunov prekrižal načrte in potisnil Vizigote nazaj v njihovo prestolnico Toloso. Mir, ki ga je ponudil Teodorik, so Rimljani zavrnili. Kralj je kljub temu zmagal v odločilni bitki pri Tolosi, Litorij pa je zaradi ran, ki jih je dobil v bitki, kmalu zatem umrl v vizigotskem ujetništvu. Avit je na Ecijev ukaz odšel v Toloso in ponudil mirovno pogodbo, ki jo je Teodorik sprejel. Rimljani so v tistem času morda celo priznali suverenost vizigotske države.

### Spor z Vandali
Teodorikova hčerka se je verjetno leta 429 poročila s Hunerikom, sinom vandalskega kralja Gejzerika. Hunerik se je kasneje želel poročiti s hčerko rimskega cesarja Valentinijana III. Evdokijo, zato je Teodorikovo hčerko obtožil, da ga je nameravala ubiti. Leta 444 jo je pohabil - odrezal ji je ušesa in nos - in jo poslal nazaj k očetu. Njegovo dejanje je sprožilo sovražnosti med Vizigoti in Vandali.
Ecijev nasprotnik, nekdanji magister militum Sebastijan, je leta 444 prišel v Toloso, kar bi lahko povzročilo napetosti v vizigotskih odnosih z Ecijem.  Teodorik je nezaželenega gosta kmalu odslovil. Sebastijana so v Barceloni ujeli in ga leta 450 na Gejzerikov ukaz usmrtili. 
Teodorik je bil tudi nasprotnik svebskega kralja Rehila v Iberiji, ker so vizigotski vojaki pomagali cesarskemu poveljniku Vitu na njegovem pohodu proti Svebom leta 446. Močna svebska obramba in izboljšanje odnosov med Gejzerikom in Rimljani sta povzročila spremembo Roderikove zunanje politike. Februarja 449 je zato eno od svojih hčera poročil z novim svebskim kraljem Rehiarjem, ki je julija 449 obiskal svojega tasta v Tolosi. Na poti domov je, po Izidolju Seviljskem, s pomočjo Vizigotov opustošil okolico  Caesaraugustae, sedanje Zaragoze, in z zvijačo osvojil Ilerdo, sedanjo Lérido.

### Zveza proti Hunom
Ko je Atila s svojo veliko vojsko prodrl v zahodno Evropo in na koncu napadel Galijo, je Avit proti njemu sklenil zavezništvo med Teodorikom in njegovim dolgoletnim sovražnikom Ecijem. Teodorik je zavezništvo sprejel, ker se je zavedal, da Huni grozijo tudi njegovemu kraljestvu. S svojo vojsko in sinovoma Torismundom in Teodorikom se je pridružil Ecijevi vojski.
Vizigoti in rimski vojaki so obranili  Civitas Aurelianorum in junija 451 prisilili Atilo k umiku. 

#### Bitka na Katalunskih poljih
Ecij in Teodorik sta zasledovala Hune in se zatem septembra 451 z njimi spopadla v bitki na Katalunskoh poljih v  Châlon-sur-Marne pri Troyesu. Glavnina Vizigotov se je pod poveljstvom samega Teodorika borila na desnem krilu, manjšina pa pod Torismundovim poveljstvom na levem krilu.
Teodorikova vojska je odločilno pripomogla k rimski zmagi, Teodork pa je med bitko padel. Jordanes opisuje dve različici njegove smrti: po eni od njih je padel s konja in so ga do smrti poteptali, po drugi pa ga je s kopjem prebodel Ostrogot Andag, oče Jordanesovega pokrovitelja Guntigisa. 
Teodorikovo truplo so našli šele naslednji dan. Po gotskem običaju so se od njega poslovili in ga na bojnem polju  pokopali njegovi vojščaki. Za njegovega naslednika so takoj izvolili sina Torismunda.

## Sklic
1. ↑  Kraljeva akademija za zgodovino — 1738.
2. ↑  E. Gibbon, The Decline and Fall of the Roman Empire Arhivirano 2004-09-14 na Wayback Machine.
3. ↑  Prosper, Epitoma chronicon; Chronica Gallica of 452, 102; Sidonij Apolinarij, Pisma, 7. 12. 3.
4. ↑   Sidonij Apolinarij, Carmen, 7. 215,  7. 495.
5. ↑  Prosper, Epitoma chronicon, 1324 in 1326; Hidracij, Kronika, 107 in 110; Merobavd, Panegirik, odlomek II A 23; Sidonij Apolinarij, Carmen, 7. 246 in 7. 475.
6. ↑  Prosper, Epitoma chronicon, 1335; Hidracij, Kronika, 116; Salvijan, De gubernatione dei, 7. 9. 39.
7. ↑  Prosper, Epitoma chronicon, 1338; Hidracij, Kronika, 117; Sidonij Apolinarij, Carmen, 7. 295-
8. ↑  A. Goldsworthy, The Fall of the West, W&N, 2009,  str. 330, ISBN 978-0-297-84563-8.
9. ↑  Jordanes, Getica, 36, 184.
10. ↑  Hidracij, Kronika, 129; Prosper, Epitoma chronicon, 1342.
11. ↑  Hidracij, Kronika, 134.
12. ↑  Hidracij, Kronika, 140 in 142; Jordanes, Getica, 44, 229 in 231.
13. ↑  Sidonij Apolinarij, Carmen, 7. 332, 7. 336, 7. 352; Prosper, Epitoma chronicon, 1364; Jordanes, Getica, 36. 187.
14. ↑  Sidonij Apolinarij, Carmen, 7. 346, Pisma, 7. 12. 3; 8. 15. 1; Jordanes, Getica, 37. 195; Gregor Tourski, Historia Francorum, 2. 7; Vita S. Aniani, 7 in 10 v MGH, Scriptores rerum Merovingicarum, 3. 112-113; 3. 115-116.
15. ↑  Jordanes, Getica, 38. 197 in 201.
16. ↑  Jordanes, Getica, 40. 209 in 41. 214; Hidracij, Kronika, 150 v MGH AA 11, str. 26.
17. ↑  Jordanes, Getica,  36. 190.

| Teodorik I.Baltska dinastijaRojen: ni znano Umrl: 451 |                         |                      |
| Vladarski nazivi                                      |                         |                      |
| Predhodnik: Valija                                    | Kralj Vizigotov 418–451 | Naslednik: Torismund |